# Bruno Idžan
Bruno Idžan (* 16. Januar 2006 in Zagreb) ist ein kroatischer Eishockeyspieler, der seit Sommer 2025 bei den Wisconsin Badgers, dem Team der University of Wisconsin–Madison, aus der Big Ten Conference der National Collegiate Athletic Association auf der Position des Stürmers spielt. Sein älterer Bruder Vito ist ebenfalls kroatischer Nationalspieler.

## Karriere
Bruno Idžan begann seine Karriere als Eishockeyspieler im Jugendbereich von KHL Mladost Zagreb. Er spielte aber auch beim HK Slavija Junior Ljubljana in der International Hockey League für U19-Mannschaften. 2021 wechselte er nach Schweden, wo er beim Viggbyholms IK sowohl im Juniorenbereich, als auch in der viertklassigen Hockeytvåan spielte. Ab 2022 stand er beim HV71 unter Vertrag und spielt mit dem Klub unter anderem in der J20 Nationell, der höchsten schwedischen Juniorenspielklasse. Am Ende der Saison 2022/23 erreichte der Stürmer in Schweden die beste Plus/Minus-Bilanz der Süd-Staffel der J18 Regional, bevor er kurz nach dem Beginn des Spieljahres 2023/24 in die Nachwuchsabteilung der Malmö Redhawks wechselte.
Im Sommer 2024 kehrte Idžan in seine kroatische Heimat zurück und spielte bis Mitte Dezember desselben Jahres für den KHL Sisak in der Alps Hockey League. In 19 Einsätzen punktete er 30-mal und erzielte dabei 21 Tore, ehe er umgehend zu den Lincoln Stars in die Juniorenliga United States Hockey League (USHL) wechselte. Für den Sommer 2025 kündigte der Kroate den Beginn seines Studiums an der University of Wisconsin–Madison an, wo er parallel für deren Eishockeymannschaft, die Wisconsin Badgers, in der Big Ten Conference der National Collegiate Athletic Association (NCAA) spielen wird. Beim NHL Entry Draft 2025 wurde Idžan von den Ottawa Senators aus der National Hockey League (NHL) in der sechsten Runde an 181. Stelle ausgewählt.

### International
Für Kroatien nahm Idžan im Juniorenbereich an den U18-Weltmeisterschaften 2022 und 2023 in der Division II sowie den Division-II-Turnieren der U20-Weltmeisterschaften 2022 und 2023, als er als bester Stürmer, drittbester Scorer nach dem Briten Jack Hopkins und dem Litauer Marijus Dumčius und Torschützenkönig des Turniers maßgeblich zum Aufstieg in die Division I beitrug, teil. Bei der U20-Weltmeisterschaft 2024 spielte er dann in der Division I.
Sein Debüt in der Herren-Nationalmannschaft der Kroaten gab er bei der Weltmeisterschaft der Division II 2023, in der er auch 2024 spielte, als der Aufstieg in die Division I gelang.

## Erfolge und Auszeichnungen
- 2023 Beste Plus/Minus-Bilanz der Süd-Staffel der J18 Regional

### International
- 2022 Aufstieg in die Division II, Gruppe A, bei der U18-Weltmeisterschaft der Division II, Gruppe B
- 2022 Aufstieg in die Division II, Gruppe A, bei der U20-Weltmeisterschaft der Division II, Gruppe B
- 2023 Aufstieg in die Division I, Gruppe B, bei der U20-Weltmeisterschaft der Division II, Gruppe A
- 2023 Torschützenkönig und bester Stürmer bei der U20-Weltmeisterschaft der Division II, Gruppe A
- 2024 Aufstieg in die Division I, Gruppe B, bei der Weltmeisterschaft der Division II, Gruppe A